# Sainte-Colombe (Charente)
Sainte-Colombe is een plaats en voormalige gemeente in het Franse departement Charente in de regio Nouvelle-Aquitaine en telt 185 inwoners (1999). De plaats maakt deel uit van het arrondissement Confolens.

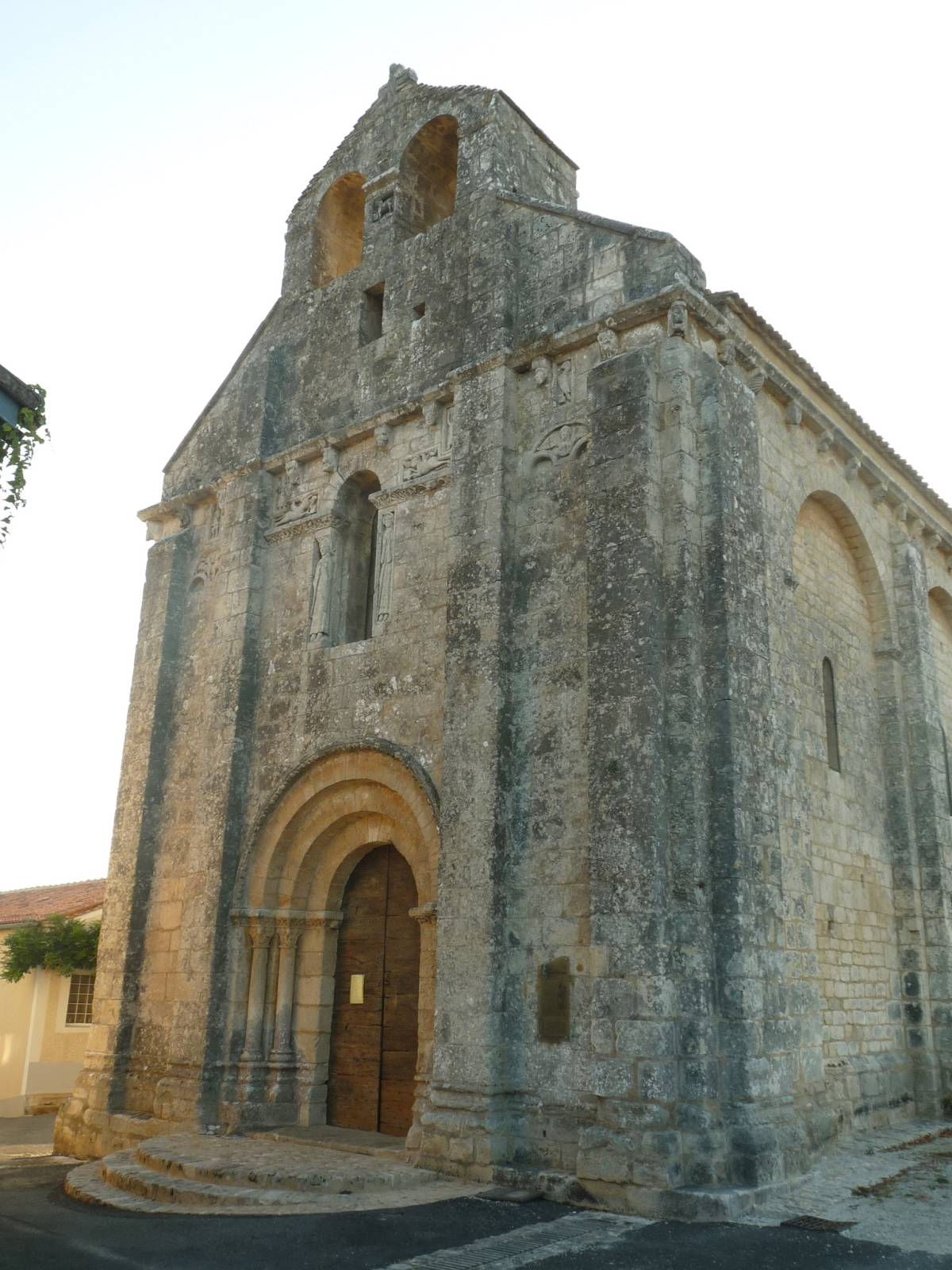
Kerk in Sainte-Colombe
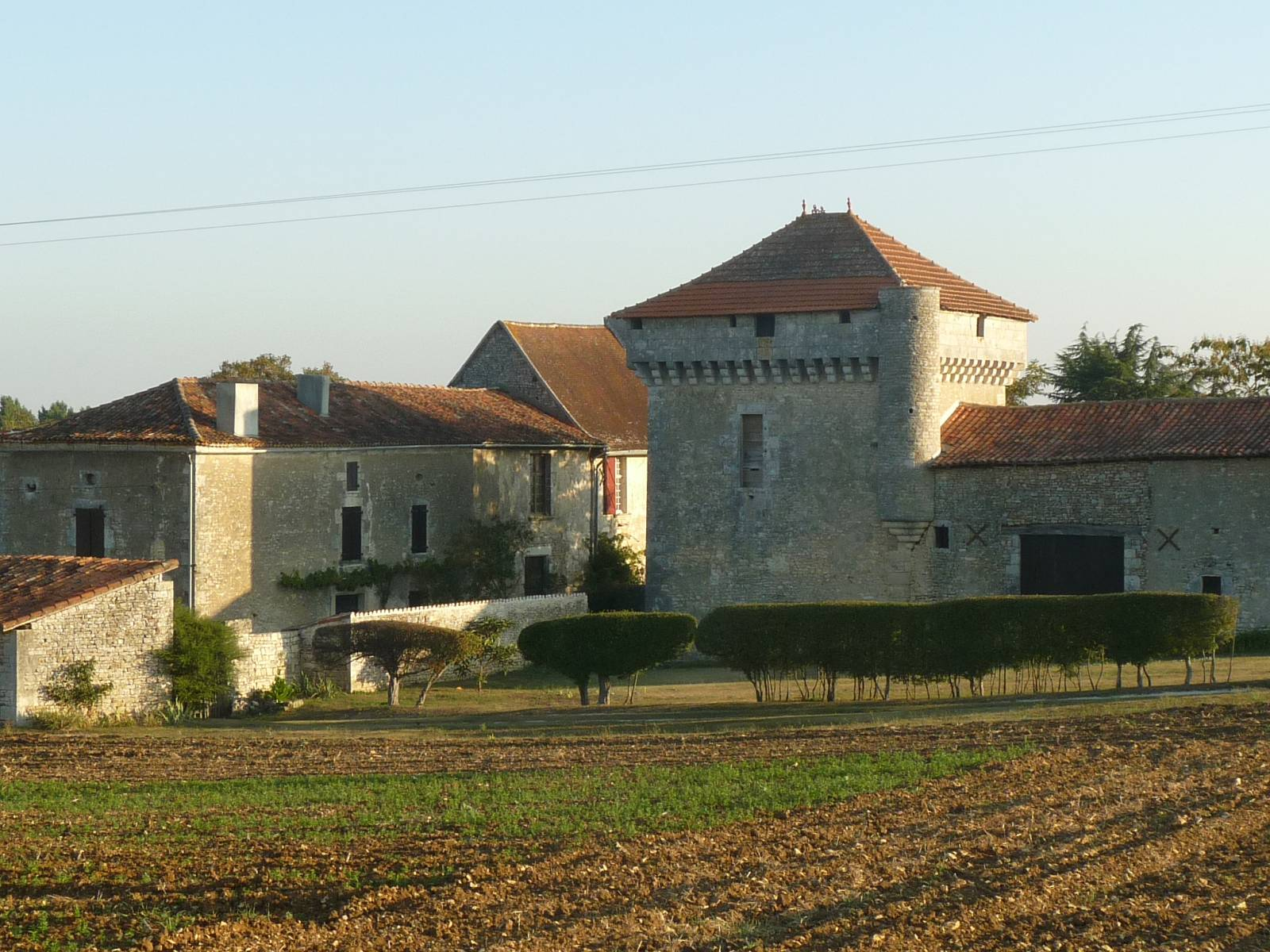
Kasteel bij Sainte-Colombe
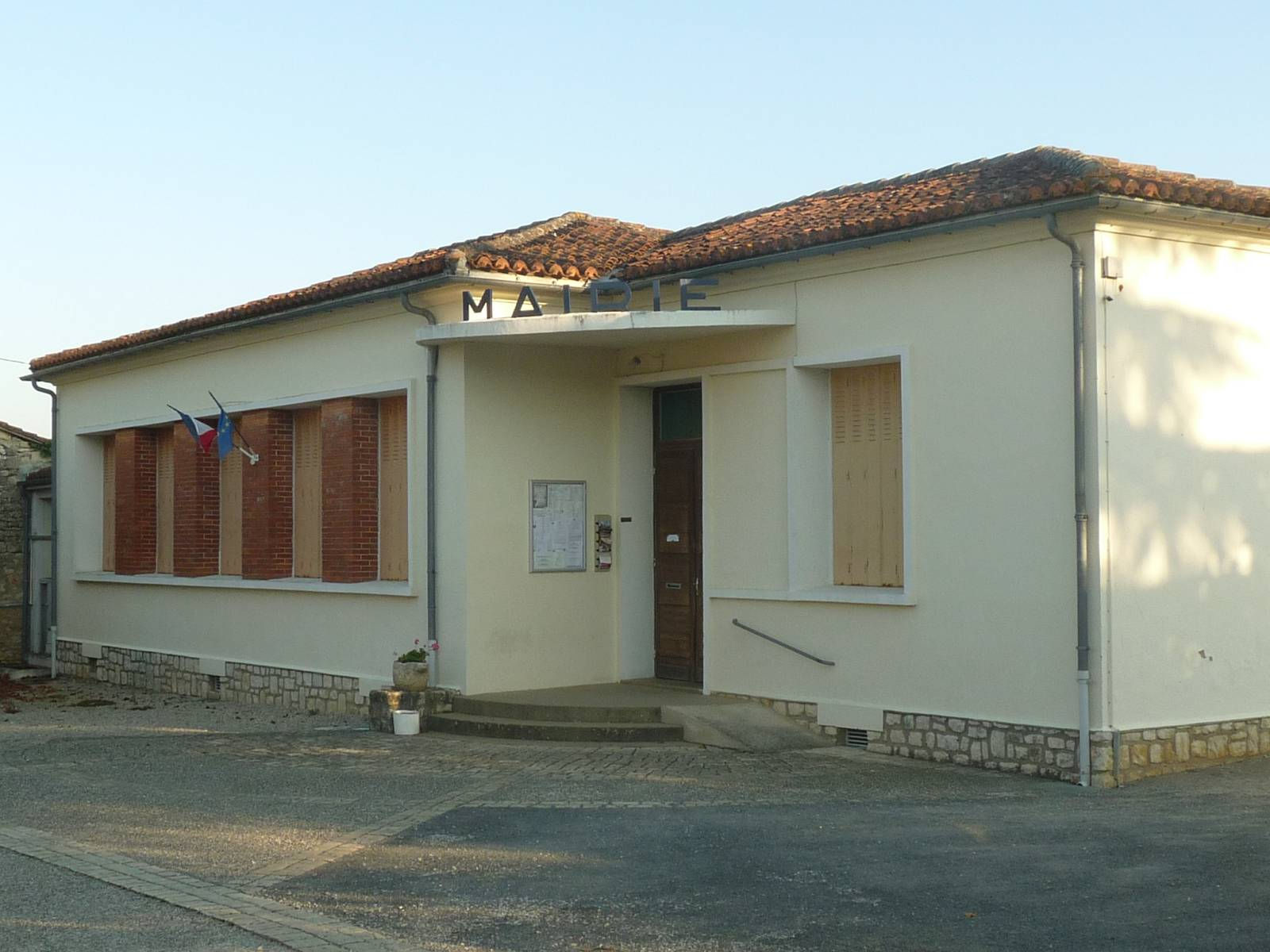
Voormalig Gemeentehuis

## Geschiedenis
Op 1 januari 2018 fuseerde de gemeente met Saint-Amant-de-Bonnieure tot de commune nouvelle Val-de-Bonnieure.

## Geografie
De oppervlakte van Sainte-Colombe bedraagt 6,4 km², de bevolkingsdichtheid is 28,9 inwoners per km².
De onderstaande kaart toont de ligging van Sainte-Colombe (Charente) met de belangrijkste infrastructuur en aangrenzende gemeenten.

## Demografie
Onderstaande figuur toont het verloop van het inwonertal.